# 福光テレビ・FM中継局
福光テレビ・FM中継局（ふくみつテレビ・エフエムちゅうけいきょく）は、富山県南砺市川西に置かれているテレビとFMラジオ放送の中継局。なお、ここでは同市内に置かれていた利賀テレビ中継局・越中平テレビ中継局・上平テレビ中継局・上平赤尾テレビ中継局についても記載する。

## 福光テレビ・FM中継局

### デジタルテレビ放送
| リモコン 番号 | 放送局名               | チャンネル 番号 | 空中線 電力 | ERP | 偏波面   | 放送対象 地域 | 放送区域 内世帯数 | 運用開始日     |
| ------------- | ---------------------- | --------------- | ----------- | --- | -------- | ------------- | ----------------- | -------------- |
| 1             | KNB 北日本放送         | 29              | 10W         | 58W | 水平偏波 | 富山県        | 約24,476世帯      | 2007年 10月1日 |
| 2             | NHK 富山教育           | 30              | 10W         | 58W | 水平偏波 | 全国          | 約24,476世帯      | 2007年 10月1日 |
| 3             | NHK 富山総合           | 39              | 10W         | 58W | 水平偏波 | 富山県        | 約24,476世帯      | 2007年 10月1日 |
| 6             | TUT チューリップテレビ | 21              | 10W         | 58W | 水平偏波 | 富山県        | 約24,476世帯      | 2007年 10月1日 |
| 8             | BBT 富山テレビ放送     | 20              | 10W         | 58W | 水平偏波 | 富山県        | 約24,476世帯      | 2007年 10月1日 |

- 所在地： 南砺市川西字前平113-2[1][2]（桑山）[4]
- 放送区域： 砺波市、小矢部市、南砺市の各一部[1][2]
- 2007年5月8日に予備免許交付[5]、9月27日に本免許が交付され[6]、10月1日に本放送を開始した[3]。

### アナログテレビ放送
| チャンネル 番号 | 放送局名               | 空中線 電力       | ERP                | 偏波面   | 放送対象地域 | 放送区域内 世帯数 | 運用開始日       |
| --------------- | ---------------------- | ----------------- | ------------------ | -------- | ------------ | ----------------- | ---------------- |
| 52              | NHK 富山教育           | 映像100W/ 音声25W | 映像690W/ 音声170W | 水平偏波 | 全国         | 約19,000世帯      | 1970年 11月29日  |
| 54              | NHK 富山総合           | 映像100W/ 音声25W | 映像690W/ 音声170W | 水平偏波 | 富山県       | 約19,000世帯      | 1970年 11月29日  |
| 56              | KNB 北日本放送         | 映像100W/ 音声25W | 映像690W/ 音声170W | 水平偏波 | 富山県       | 約19,000世帯      | 1970年 11月29日  |
| 58              | BBT 富山テレビ放送     | 映像100W/ 音声25W | 映像690W/ 音声170W | 水平偏波 | 富山県       | 約19,000世帯      | 1970年 11月29日  |
| 60              | TUT チューリップテレビ | 映像100W/ 音声25W | 映像690W/ 音声170W | 水平偏波 | 富山県       | 約19,000世帯      | 1990年 9月21日。 |

- 所在地： デジタルテレビ放送に同じ
- 富山県下のテレビ局3社（当時）が共同で建設した最初の中継局である[7]。
- 2011年7月24日をもってすべて廃止された。

### FMラジオ放送
| 周波数  | 放送局名                  | 空中線 電力 | ERP | 偏波面   | 放送対象地域 | 放送区域内 世帯数 | 運用開始日 |
| ------- | ------------------------- | ----------- | --- | -------- | ------------ | ----------------- | ---------- |
| 84.6MHz | FMとやま 富山エフエム放送 | 10W         | 16W | 水平偏波 | 富山県       | 約19,000世帯      | -          |

- 所在地： デジタルテレビ放送に同じ
- NHK富山FM放送は当地に中継局を設置しておらず、富山親局などを受信している。

## 利賀テレビ中継局

### アナログテレビ放送
| チャンネル 番号 | 放送局名               | 空中線 電力       | ERP                 | 偏波面   | 放送対象地域 | 放送区域内 世帯数 | 運用開始日     |
| --------------- | ---------------------- | ----------------- | ------------------- | -------- | ------------ | ----------------- | -------------- |
| 4               | NHK 富山総合           | 映像3W/ 音声750mW | 映像2.9W/ 音声720mW | 水平偏波 | 富山県       | -                 | 1968年 9月5日  |
| 6               | KNB 北日本放送         | 映像3W/ 音声750mW | 映像3.1W/ 音声790mW | 水平偏波 | 富山県       | -                 | 1968年 9月5日  |
| 8               | NHK 富山教育           | 映像3W/ 音声750mW | 映像2.9W/ 音声720mW | 水平偏波 | 全国         | -                 | 1968年 9月5日  |
| 60              | TUT チューリップテレビ | 映像10W/ 音声2.5W | 映像30W/ 音声7.4W   | 水平偏波 | 富山県       | -                 | 1994年 8月9日  |
| 62              | BBT 富山テレビ放送     | 映像10W/ 音声2.5W | 映像30W/ 音声7.4W   | 水平偏波 | 富山県       | -                 | 1979年11月16日 |

- 所在地： 南砺市利賀村阿別当（山の神峠）
- 2011年7月24日をもってすべて廃止された。デジタルテレビ放送はケーブルテレビ（となみ衛星通信テレビ）によってカバーされている。

## 越中平テレビ中継局

### アナログテレビ放送
| チャンネル 番号 | 放送局名               | 空中線 電力       | ERP                 | 偏波面   | 放送対象地域 | 放送区域内 世帯数 | 運用開始日                               |
| --------------- | ---------------------- | ----------------- | ------------------- | -------- | ------------ | ----------------- | ---------------------------------------- |
| 2               | NHK 富山総合           | 映像3W/ 音声750mW | 映像2.8W/ 音声700mW | 水平偏波 | 富山県       | -                 | 1968年 10月3日                           |
| 11              | NHK 富山教育           | 映像3W/ 音声750mW | 映像2.6W/ 音声640mW | 水平偏波 | 全国         | -                 | 1968年 10月3日                           |
| 53              | TUT チューリップテレビ | 映像10W/ 音声2.5W | 映像18W/ 音声4.5W   | 水平偏波 | 富山県       | -                 | 1992年 12月21日                          |
| 55              | KNB 北日本放送         | 映像10W/ 音声2.5W | 映像18W/ 音声4.6W   | 水平偏波 | 富山県       | -                 | 1978年 11月10日 （一部資料では11月24日） |
| 57              | BBT 富山テレビ放送     | 映像10W/ 音声2.5W | 映像18W/ 音声4.6W   | 水平偏波 | 富山県       | -                 | 1978年 11月10日 （一部資料では11月24日） |

- 所在地： 南砺市上松尾（天王山北方高地）
- 2011年7月24日をもってすべて廃止された。デジタルテレビ放送はケーブルテレビ（となみ衛星通信テレビ）によってカバーされている。

## 上平テレビ中継局

### アナログテレビ放送
| チャンネル 番号 | 放送局名               | 空中線 電力       | ERP               | 偏波面   | 放送対象地域 | 放送区域内 世帯数 | 運用開始日     |
| --------------- | ---------------------- | ----------------- | ----------------- | -------- | ------------ | ----------------- | -------------- |
| 41              | TUT チューリップテレビ | 映像13W/ 音声3.3W | 映像3W/ 音声750mW | 水平偏波 | 富山県       | -                 | 1995年 11月8日 |
| 43              | BBT 富山テレビ放送     | 映像13W/ 音声3.3W | 映像3W/ 音声750mW | 水平偏波 | 富山県       | -                 | 1979年9月29日  |
| 45              | KNB 北日本放送         | 映像13W/ 音声3.3W | 映像3W/ 音声750mW | 水平偏波 | 富山県       | -                 | -              |
| 47              | NHK 富山総合           | 映像14W/ 音声3.5W | 映像3W/ 音声750mW | 水平偏波 | 富山県       | -                 | 1973年 9月29日 |
| 49              | NHK 富山教育           | 映像14W/ 音声3.5W | 映像3W/ 音声750mW | 水平偏波 | 全国         | -                 | 1973年 9月29日 |

- 所在地： 南砺市猪谷（石仏山）
- 2011年7月24日をもってすべて廃止された。デジタルテレビ放送はケーブルテレビ（となみ衛星通信テレビ）によってカバーされている。

## 上平赤尾テレビ中継局

### アナログテレビ放送
| チャンネル 番号 | 放送局名               | 空中線 電力         | ERP                  | 偏波面   | 放送対象地域 | 放送区域内 世帯数 | 運用開始日     |
| --------------- | ---------------------- | ------------------- | -------------------- | -------- | ------------ | ----------------- | -------------- |
| 54              | TUT チューリップテレビ | 映像100mW/ 音声25mW | 映像1.05W/ 音声260mW | 水平偏波 | 富山県       | -                 | 1996年 7月     |
| 56              | BBT 富山テレビ放送     | 映像100mW/ 音声25mW | 映像1.05W/ 音声260mW | 水平偏波 | 富山県       | -                 | 1979年9月29日  |
| 58              | KNB 北日本放送         | 映像100mW/ 音声25mW | 映像1.05W/ 音声260mW | 水平偏波 | 富山県       | -                 | -              |
| 60              | NHK 富山総合           | 映像100mW/ 音声25mW | 映像1.05W/ 音声260mW | 水平偏波 | 富山県       | -                 | 1978年 12月1日 |
| 62              | NHK 富山教育           | 映像100mW/ 音声25mW | 映像1.05W/ 音声260mW | 水平偏波 | 全国         | -                 | 1978年 12月1日 |

- 所在地： 南砺市田下（東海北陸道五箇山IC付近）
- 2011年7月24日をもってすべて廃止された。デジタルテレビ放送はケーブルテレビ（となみ衛星通信テレビ）によってカバーされている。

## 備考
- 南砺市の利賀・平・上平地区で、中継局廃止後に受信できた地上波テレビ放送は、南砺市が一時期開設していたエリア放送なんとちゃんねるのみである。